# Idioma sirionó
El sirionó (también conocido como mbia cheë y mbya) es el idioma de los sirionós. Es una lengua tupí-guaraní (subgrupo II) hablada por unos cuantos cientos de personas, en los departamentos de Beni y Santa Cruz en el este de Bolivia. La lengua se habla en el pueblo de Ibiato (Eviato) y a lo largo del río Blanco en diversas granjas y rancherías.
Desde la promulgación del decreto supremo N.º 25894 el 11 de septiembre de 2000 el sirionó es una de las lenguas indígenas oficiales de Bolivia, lo que fue incluido en la Constitución Política al ser promulgada el 7 de febrero de 2009.

## Situación actual
Según los datos proporcionados en Crevels y Muysken (2009:15) y Crevels (2012:171), el sirionó cuenta con 187 hablantes (mayores de cuatro años) y, por lo tanto, es una lengua en peligro de extinción. Como señala Dahl (2012), el español es cada vez más fuerte entre los sirionó, y gran parte de la generación más joven ya no tiene un conocimiento activo de la lengua. Entre 1960 y 1981 fue organizada en Ibiato la educación bilingüe en sirionó y español por los representantes del Instituto Lingüístico de Verano (ILV), lo que dio lugar a la capacitación de hablantes nativos como profesores. Desde 1982, la escuela de Ibiato ha sido monolingüe en español, aunque el sirionó todavía se enseña como una materia durante los tres primeros años escolares. Como indica Dahl (2012), cuando los profesores de sirionó actuales se jubilen, será muy difícil encontrar quien los reemplace.

## Aspectos históricos
Según Dahl (2012), los sirionó tuvieron hasta comienzos del siglo XX una existencia seminómada como cazadores y recolectores. Durante mucho tiempo no fueron muy conocidos en el mundo exterior. Los intentos de “civilizarlos” no fueron exitosos inicialmente, pero ya a principios del siglo XX muchos sirionó trabajaban en haciendas de la región como esclavos y fueron, además, agrupados en varias misiones. De ellas, sólo una tendría éxito en el largo plazo: la misión de Ibiato, fundada en 1932 por el misionero americano Thomas Anderson. Más tarde, los misioneros Perry y Anne Priest, como representantes del Instituto Lingüístico de Verano trabajaron entre los sirionó durante cerca de veinte años, lo que dio como resultado, entre otras cosas, una traducción del Nuevo Testamento al sirionó.

## Clasificación
El sirionó pertenece a la rama tupí-guaraní de las lenguas tupí. Según Rodrigues (1984-1985) y Jensen (1999), el sirionó pertenece al “Subgrupo 2 - Bolivia” junto con el guarayo y el jorá (ya extinto). Como indica Dahl (2012), en algunos trabajos se considera al yuqui y al sirionó como dialectos de una misma lengua. Sin embargo, una comparación del sirionó con el yuqui realizada por Villafañe (2004) muestra que aunque el yuqui de hecho es un pariente cercano del sirionó, las diferencias son lo suficientemente grandes como para ser tratadas como lenguas separadas.

## Descripción lingüística

### Fonología
El sirionó tiene contraste entre vocales anteriores, centrales y posteriores y distingue tres grados de abertura, como se observa en el gráfico. Además todas las vocales tienen contrapartidas nasalizadas: /ã, ĩ, ɨ̃, ũ, ẽ, õ/.
| i | ɨ | u |
| e |   | o |
|   | a |   |

El sirionó presenta, además, el siguiente sistema de fonemas consonánticos (Dahl, 2012):
|             |         | Bilabiales | Alveolares | Postalveolares | Velares palatalizadas | Velares  | Glotales |
| Oclusivas   | sordas  | p          | t (nt/t)   |                | c(nki/ki)             | k (nk/k) | ʔ        |
| Oclusivas   | sonoras | b          |            |                |                       |          |          |
| Africadas   |         |            |            | tʃ (ch)        |                       |          |          |
| Fricativas  |         |            | s          | ʃ(sh)          |                       |          | h(j)     |
| Nasales     |         | m (mb/m)   | n (nd/n)   | ɲ(ny/ñ)        |                       | ŋ (ng)   |          |
| Vibrante    |         |            | r          |                |                       |          |          |
| Semivocales |         | w          |            |                | j (y)                 |          |          |

### Léxico y clases de palabras
En cuanto al léxico y las clases de palabras en sirionó, se puede señalar lo siguiente (basado en Dahl, 2012):
- Las principales clases de palabras léxicas son los sustantivos y los verbos. Los sustantivos se subdividen en poseídos y no poseídos; los verbos pueden ser transitivos, intransitivos y estativos. Los adjetivos no son considerados una clase de palabra separada, sino que son vistos en la mayoría de los casos como verbos estativos.
- Los sustantivos poseídos representan cerca del 40% de los sustantivos y llevan obligatoriamente, bajo ciertas condiciones, un prefijo que bien puede ser un marcador de persona que especifica al poseedor. Aunque los sustantivos poseídos tienden a expresar relaciones, como por ejemplo los sustantivos de parentesco y los términos de partes del cuerpo, no se puede predecir por el significado de un sustantivo si éste es poseído o no; más aún, hay más de 20 pares de sustantivos que siendo sinónimos o teniendo significados estrechamente relacionados, pueden ser no poseídos/poseídos, como por ejemplo ekua ‘cueva; hueco’/ erekua ‘tierra o lugar; nido’.
- Además de los pronombres personales independientes, se observan en sirionó pronombres demostrativos, a saber: los demostrativos próximos a, ä, ko, kɨ, y distales ake (singular), ukɨ/ũkɨ (plural); y pronombres interrogativos, tales como mbae ‘qué’, aba ‘quién’, mä ‘cuál’.
- En cuanto a los numerales, se observa un sistema más extendido que incluye aparte del ‘uno’ (komii) y ‘dos’ (nyeremo) que también podía significar 'tres', otros numerales, tales como el ‘tres’ y el ‘cuatro’, que se expresan como nyeremo ño y eata (lit. ‘muchos’) respectivamente, y el ‘cinco’ y ‘diez’ que son expresados como ko ja seo ‘esta mano entera mía’ y seo ja ‘mis dos manos / todos mis dedos’. En la actualidad, se hace también bastante uso de los numerales del español.
- En el sirionó se observa, además, un conjunto de ideófonos, que comprende palabras onomatopéyicas (como sororok ‘sonido de una flecha’) y palabras con una relación menos icónica entre el sonido y el significado, como por ejemplo pë ‘dolor agudo’ o pare pare ‘cansado, nervioso’.

### Morfología
En lo que respecta a los rasgos morfológicos del sirionó, se puede señalar lo siguiente (Dahl, 2012):
- En sirionó, los marcadores de personas juegan un papel fundamental. Dahl (2012) distingue diferentes tipos de marcadores de personas, a los que se refiere como 'series'. Los marcadores de la 'serie 1' tienen el carácter de afijo y se utilizan básicamente para marcar los sujetos de verbos activos transitivos o intransitivos; los marcadores en la 'serie 2' tienen diferentes funciones: marcan el objeto directo de los verbos transitivos, el sujeto de predicados estativos y el poseedor en construcciones posesivas nominales; los marcadores de la 'serie 3' coinciden en forma con los pronombres independientes (se '1SG', nde '2SG', nande '1PI', ure, '1PE', jë '2P', ae '3'); y, finalmente, los marcadores de la 'serie 4' son morfemas de contracción que señalan el sujeto y el objeto al mismo tiempo.
- En sirionó, se observan procesos de reduplicación que pueden aplicarse a distintas clases de palabras, aunque ocurren más frecuentemente con los verbos, como p.ej. ɨkia ‘reír’ ⇒ ɨkia ɨkia.
- Se distingue en sirionó un clítico intensificador -te que es muy frecuente y se puede agregar a casi cualquier palabra, aunque se combina sobre todo con los verbos estativos, como por ejemplo rasi-te ‘enfermo-INTNS’, y se suele usar también después de una negación, como por ejemplo aquiatu-ä-te ‘saber-NEG-INTNS’.
- En cuanto a la morfología del sustantivo en sirionó, no hay una categoría inflexional de número y tampoco de género gramatical; en lo que respecta a las distinciones de caso, estas están presentes sólo muy marginalmente. Como señala Dahl (2012), el mejor candidato para algo que puede ser considerado como un caso es la forma locativa, que se obtiene al prolongar (o duplicar) la vocal final de un sustantivo.
- En cuanto a la morfología verbal, la forma del verbo consiste, por lo general, en una raíz vacía o una raíz con uno o, incluso, dos prefijos, cuya función principal es expresar la persona y el número del sujeto y/o objeto directo. La inflexión para tiempo, modo y aspecto es bastante restringida o marginal; sin embargo, se observa una distinción morfológica importante entre formas verbales independientes y dependientes. En sirionó, se distinguen, además, prefijos causativos, reflexivos/recíprocos, nominalizadores y sufijos de acción repetida. A continuación se presenta un par de ejemplos con el prefijo causativo mbu- y el sufijo de acción repetida -be:

| (1) | Abae                                                                                     | äɨ       | nande-chosoi | mbu-chusa-te.    |
|     | carayana                                                                                 | espíritu | 1PI-garganta | CAUS-picar-INTNS |
|     | ‘Los espíritus de los civilizados nos hacen sentir picazón en la garganta.’ (Dahl, 2012) |          |              |                  |

| (2) | A-so-be                                  | ra  | se      | reae.  |
|     | 1SG-andar-REP                            | FUT | PRO:1SG | parece |
|     | Yo voy a ir allá otra vez.’ (Dahl, 2012) |     |         |        |

- En sirionó, todos los verbos transitivos tienen una raíz básica; casi un tercio de estos verbos muestran una alternancia entre dos raíces, la raíz básica y la raíz desplazada, que es exigida en un conjunto de situaciones; y casi un 5% presenta tres raíces, la raíz básica, la raíz desplazada y la raíz apocopada, que es exigida en otro conjunto adicional de situaciones. La raíz apocopada es utilizada, específicamente, cuando hay un marcador de sujeto de la primera o segunda persona y ningún marcador de objeto en el verbo. A continuación se presenta un par de verbos en sus respectivas formas, básica, desplazada y apocopada.

| (3) | Raíz básica | Raíz desplazada | Raíz apocopada |                               |
|     | kurubu      | rurubu          | rubu           | ‘hacer salir; hacer aparecer’ |
|     | keru        | reru            | ru             | ‘traer’                       |

- En sirionó, tanto los sujetos como los objetos directos pueden ser marcados por prefijos en los verbos. Sin embargo, el marcado del sujeto en los verbos transitivos está restringido por la jerarquía de persona. Esto significa que el sujeto que está más abajo en la jerarquía que el objeto directo no puede ser marcado por un prefijo en el verbo. Se observan diferentes paradigmas verbales en sirionó, dependiendo de si se trata de un verbo activo, independiente o dependiente, transitivo o intransitivo, de un verbo estativo o de un imperativo. En cuanto a los imperativos, se distinguen las formas singular y plural (2.ª persona), las cuales se marcan con los prefijos e- y jë- respectivamente, como se observa en ecoi ‘¡siéntate!’ (2SG), jengoi ‘¡sentaos!’ (2PL).
- En sirionó se observa un conjunto de verbos irregulares, tales como ɨ ‘decir, hacer’, cuya conjugación se presenta a manera de ejemplo en (4), y 'venir', que en la primera y segunda persona se expresa mediante la raíz -chu/-nyu, y en la tercera bajo las formas tu, (e)ru y u. También se observa un mecanismo de construcción del verbo frasal, que constituye una manera altamente productiva de formar, a partir de un verbo ligero como ɨ ‘decir, hacer’, equivalentes de verbos, tales como los verbos castellanos, como se observa en (5):

| (4) | ɨ ‘decir, hacer’ (conjugación) | ɨ ‘decir, hacer’ (conjugación) |
|     | 1SG                            | ae                             |
|     | 2SG                            | ere                            |
|     | 1PI                            | nande                          |
|     | 1PE                            | ure                            |
|     | 2PL                            | jenye                          |
|     | 3                              | ɨ                              |

| (5) | Mbia                             | come  | 'ɨ'   | eä. |
|     | gente                            | comer | decir | NEG |
|     | ‘La gente no come.’ (Dahl, 2012) |       |       |     |

- En sirionó, los únicos argumentos que pueden ser marcados por marcadores de persona en el verbo son los sujetos y los objetos directos. Otros argumentos, esto es, los argumentos oblicuos, son seguidos de posposiciones entre las cuales las más importantes son je y rese. Los argumentos marcados con je tienden a expresar al receptor o al beneficiario de la acción verbal, como se observa en (6); mientras que aquellos marcados con rese cumplen funciones más heterogéneas.

| (6) | Aba                                                              | ra  | ñee   | taita    | je  | re? |
|     | quién                                                            | FUT | decir | carayana | OBL | MP  |
|     | ‘¿Quién va decirlo a los carayanas (gente blanca)?’ (Dahl, 2012) |     |       |          |     |     |

- El sirionó presenta una cantidad de palabras que pueden desempeñar el papel de una cópula; sin embargo, los principios para elegir entre ellas no están totalmente claros. Una oración en español como 'estoy enfermo' se expresa en sirionó a través de un verbo estativo sin cópula, pero con un marcador de persona que indica el sujeto, como se observa en (7):

| (7) | Se-rasi-te.                   |
|     | 1SG-enfermo-INTNS             |
|     | ‘Estoy enfermo.’ (Dahl, 2012) |

### Sintaxis
En cuanto a la sintaxis del sirionó, se puede señalar lo siguiente (Dahl, 2012):
- El sirionó es una lengua OV, es decir, los verbos siguen a sus objetos directos, tiene posposiciones en lugar de preposiciones, y las partículas interrogativas aparecen al final de las oraciones. Como indica Dahl (2012), a diferencia de lenguas más rígidas con verbos al final, el verbo no necesariamente va al final en una oración del sirionó, como se observa en (8):

| (8) | Nyasi                                                              | nda | nyakua | mombo | ii       | ra. |
|     | luna                                                               | CID | jaguar | botar | agua-LOC | MF  |
|     | ‘La luna arrojó al jaguar dentro del agua.’ (Priest & Priest 1980) |     |        |       |          |     |

- En el sirionó, la descripción de las categorías de tiempo y aspecto no puede realizarse sin considerar la categoría de la evidencialidad, que se refiere a la fuente de la información contenida en una oración. Estas categorías se expresan básicamente a través de morfemas libres, muchos de ellos expresados como formas discontinuas, como, por ejemplo, los marcadores discontinuos nda … ra, que indican un evento pasado que el hablante ha conocido a través de otra persona (información de segunda mano), como se observa en (9):

| (9) | Nyasi                                                                                             | nda | oso  | itö       | kose  | ra. |
|     | luna                                                                                              | CID | 3.ir | pernoctar | antes | MF  |
|     | ‘Hace muchos años la luna se fue al monte para pasar varios días cazando.’ (Priest & Priest 1980) |     |      |           |       |     |

- En sirionó, un concepto modal como 'poder' en español se expresa a través de una palabra modal indeclinable, arö ‘poder’, que se combina con una forma dependiente o independiente del verbo, como se observa en (10):

| (10) | Ibi                                          | a-isi          | arö-nte.      |
|      | earth                                        | 1SG-apoderarse | posible-INTNS |
|      | ‘Puedo reclamar el territorio.’ (Dahl, 2012) |                |               |

- En sirionó, la negación de las cláusulas declarativas puede ser expresada mediante un sufijo, -ä o -yä, como se observa en (11), o a través de un morfema libre, eä, como se observa en (12):

| (11) | A-mae-ä-te                                | e-rese. |
|      | 1SG-mirar-NEG-INTNS                       | 3-OBL   |
|      | ‘No lo he visto.' (Priest & Priest, 1980) |         |

| (12) | Papa                                | ke | se-mbu-tiarö    | eä  | nda. |
|      | padre                               | CD | 1SG-CAUS-crecer | NEG | MF   |
|      | ‘Mi padre no me crió.’ (Dahl, 2012) |    |                 |     |      |

- En sirionó, se observan diferentes tipos de cláusulas, a saber: cláusulas interrogativas, como en (13), imperativas, como en (14), citadas, como en (15), temporales/condicionales, como en (16), y relativas, como en (17):

| (13) | ¿Ma                                  | paba  | ma    | nde? |
|      | dónde                                | padre | dónde | MP   |
|      | ‘¿Dónde está tu padre?’ (Dahl, 2012) |       |       |      |

| (14) | Ira                                                   | e-ruba         | rä. |
|      | madera                                                | IMP.2SG-volcar | ENF |
|      | ‘Por favor vuelque la madera.’ (Priest & Priest 1985) |                |     |

| (15) | Se-kiambita                             | rasi    | ɨ     | ke | ra. |
|      | 1SG-cadera                              | enfermo | decir | CD | MF  |
|      | ‘Mi cadera me duele, dijo.’(Dahl, 2012) |         |       |    |     |

| (16) | Akuanindu                                                                                      | mbae | isikia  | isi     | mose | mbae | nda | e-isi     | akuani   | je  | chä. |
|      | joven                                                                                          | algo | comprar | agarrar | si   | algo | FUT | 3-agarrar | muchacha | OBL | CFC  |
|      | ‘Si el muchacho hubiera tenido el dinero, habría comprado algo para la muchacha.’ (Dahl, 2012) |      |         |         |      |      |     |           |          |     |      |

| (17) | Ignacia                                                        | ɨ     | ke | se-si     | je | ra | ae  | se-mbu-tiarö.   |
|      | Ignacia                                                        | decir | CD | 1SG-madre | a  | MF | DEM | 1SG-CAUS-crecer |
|      | ‘Ignacia se llama mi madre, el [sic] que me crió’ (Dahl, 2012) |       |    |           |    |    |     |                 |